# Vila urbană de pe str. Aleksandr Pușkin, 11 (Chișinău)
Vila urbană de pe str. Aleksandr Pușkin, 11 este o clădire amplasată pe str. A. Pușkin, 11 în Chișinău, Republica Moldova. Este un monument arhitectural de importanță națională inclus în Registrul monumentelor Republicii Moldova ocrotite de stat cu nr. 375 (municipiul Chișinău). Datează de la sf. sec. XIX.